# Castello di Erbia
Das Castello di Erbia ist die Ruine einer Höhenburg bei Erbia, einem Ortsteil der Gemeinde Bettola in der italienischen Emilia-Romagna. Die Reste des Gebäudes liegen auf 659 m s.l.m. in dominierender Lage über dem engen Perino-Tal; der Perino ist ein Nebenfluss der Trebbia. Die Siedlung und die Burg wurden in alten Quellen als „Herbia“, „Nebla“ oder „Nebbia“ bezeichnet.

## Geschichte
Laut einer Einmeißelung auf einem Stein im Turm wurde mit dem Bau der Burg im Jahre 1400 in Auftrag des Rechtsanwalts Pietro Nicelli begonnen, dessen Familie das Gebiet von Bettola kontrollierte; er wollte einen Vorposten über der Straße schaffen, die das Perino-Tal mit dem Nure-Tal verband. Später, nach einer Reihe von Aufteilungen in der Familie, wurde die Festung 1514 Teil der Güter von ‚‘Pier Antonio Nicelli‘‘.
1539 nahm Gian Francesco Nicelli, der Herr von Erbia, zusammen mit anderen Mitgliedern der Familie Nicelli an der Plünderung von Bettola teil, die in der Ermordung von Giovanni Camia, genannt Il Grosso, gipfelte. Danach kamen verschiedene Mitglieder der Familie Camia als Fußsoldaten oder beritten unter Trompetenschall nach Erbia und zerstörten die Burg.
Im Juni 1641 stifteten die letzten Erben des Familienzweiges der Nicellis, zu deren Gütern die Burg zählte, Annibale und Gian Paolo Nicelli, die Burg dem Rektor von Calenzano, Don Giuliano Cavanna, der sie bis zu seinem Tode 1659 in Besitz hatte. Nach dem Tode Cavannas nahmen seine Neffen und Erben, Francesco Maria und Bartolomeo Guglieri den Komplex in Besitz, der aber sofort von der herzoglichen Liegenschaftsverwaltung der Farneses requiriert wurde, da er als Festung nicht als ohne Weiteres übertragbar gelten musste.
Im darauf folgenden August wurde ein Kompromiss ausgearbeitet, der der Familie Guglieri erlaubte, den Komplex wieder in Besitz zu nehmen. Dies geschah trotz der Versuche von Giuseppe Nicelli di Guardamiglio, der sich als Erbe der Familie Nicelli der Rechte an der Siedlung Erbia rühmte. Danach entstand ein Streit, der der Rechtsprechung einiger Magistrate unterworfen wurde, die 1683 den Guglieris den Besitz bestätigten.
Trotz des für ihn ungünstigen Ausganges des Rechtsstreites legte Nicelli weitere Rechtsmittel ein und erhielt die Anerkennung seiner Eigentumsrechte in zwei Urteilen 1687, bzw. 1688. Nach der letzten juristischen Entscheidung rangen sich die beiden Parteien zu einer Übereinkunft durch, die darin bestand, dass Giovanni Nicelli eine Transaktion zugunsten der Guglieris durchführte, die als Ausgleich für Verbesserungen diente, die diese an den Gebäuden hatten vornehmen lassen. Im Gegenzug erkannten diese seine dauernde Investitur in die Burg an, die bis in die 1960er-Jahre in Besitz seiner Erben verblieb.
Nachdem das Gebäude von den Eigentümern vollkommen aufgegeben worden war, stürzte es in den ersten Jahren des 21. Jahrhunderts teilweise ein.

## Beschreibung
Das Gebäude, das vollständig aus Bruchstein besteht und sich bereits in der zweiten Hälfte des 20. Jahrhunderts in schlechtem Erhaltungszustand, unbewohnt, und von der Vegetation überwuchert, befunden hatte, stürzte zu einem guten Teil in den ersten Jahren des 21. Jahrhunderts ein. Von der Burg, die einst aus einem Baukörper mit einem angebauten, hohen, rechteckigen Turm bestanden hatte, blieben nur noch einige, zusammengestürzte Reste übrig.